# Tohi de Kiener
Melozone kieneri
Espèce
Statut de conservation UICN

 LC  : Préoccupation mineure
Le Tohi de Kiener (Melozone kieneri) ou Bruant à nuque rousse, est une espèce d'oiseaux de la famille des Passerellidae.
Son nom commémore le zoologiste français Louis Charles Kiener (1799-1881).
Son aire s'étend à travers les zones arides de l'Ouest du Mexique.